# Genitale wrat
Genitale wrat, venerische wrat, condylomen of condylomata acuminata is een geslachtsziekte die gekenmerkt wordt door wratvorming op de huid rond de geslachtsorganen en/of de anus. 

## Veroorzaker
Genitale wratten worden veroorzaakt door bepaalde typen van het humaan papillomavirus (HPV). Andere typen veroorzaken wratten op de (gewone) huid of afwijkingen aan de baarmoederhals. Enkele varianten van dit virus, vooral de typen 16 en 18, veroorzaken op den duur soms baarmoederhalskanker. Het HPV kent meer dan 100 typen, slechts enkele daarvan veroorzaken genitale wratten, dit zijn vooral de typen 6 en 11. 

## Besmetting
Besmetting vindt meestal plaats via geslachtsverkeer, maar een enkele keer kan besmetting ook via de vingers optreden.
Bij kinderen tot drie jaar oud kunnen genitale wratten ook op niet-seksuele wijze worden overgedragen. Toch zal men bij aantreffen van genitale wratten bij kinderen altijd bedacht zijn op de mogelijkheid van seksueel misbruik.

## Symptomen
De eerste wratten ontstaan enkele weken tot meer dan een jaar na de infectie. De wratten kunnen verschillend van vorm zijn. De grootte varieert van speldenknop groot tot vele centimeters. Zij kunnen zich snel uitbreiden.
Bij hiv-patiënten kunnen genitale wratten (soms) ontaarden in een plaveiselcelcarcinoom, vooral rond de anus.

## Behandeling
Mogelijke behandelingen:
- Destructie (door arts):
  - Cryotherapie: bevriezen met vloeibaar stikstof
  - Elektrodissecatie of CO2-laser: wegbranden
  - Trichloorazijnzuur 80%: irriterende vloeistof, leidt tot celdood.
- Zalven (door patiënt zelf toe te passen):
  - Sinecatechines: stimuleert het immuunsysteem en heeft direct effect op het HPV-virus.
  - Podofyllotoxine: remt de groei van wratten.
  - Imiquimod: stimuleert de lokale afweer van de patiënt.
  - 5-fluoro-uracil: remt de groei van wratten. Dit middel is niet geregistreerd voor deze aandoening.